# 豊川駐屯地
豊川駐屯地（とよかわちゅうとんち、JGSDF Camp Toyokawa）は、愛知県豊川市穂ノ原1-1に所在し、第6施設群等が駐屯している陸上自衛隊の駐屯地である。

## 概要
駐屯地司令は、第6施設群長が兼務。最寄の演習場は、千両演習場と日吉原演習場。
戦前、東洋一の規模を誇った豊川海軍工廠跡地に開設されており、飛行場を持たない駐屯地としては中部方面隊最大の面積を誇る。
創設以来、阪神・淡路大震災、ロシアタンカー重油流出、新潟県中越地震や、東日本大震災などの災害派遣、カンボジアPKO派遣、イラク人道復興支援などの国際貢献に参加した。
2024年（令和6年）4月の部隊改編により、普通科、機甲科、野戦特科、高射特科、施設科の5職種の部隊が駐屯することとなった。特に師団司令部等の所在する駐屯地以外で戦闘職種が揃って駐屯するのは稀。

## 沿革
警察予備隊豊川駐屯地
- 1950年（昭和25年）12月4日：警察予備隊豊川営舎が開設[2]。
- 1951年（昭和26年）5月1日：第1管区隊隷下部隊の新編等。

1. 第61連隊が編成され、第61連隊長が駐屯地部隊長に職務指定。
2. 第1連隊第3大隊が編成。
3. 第1施設大隊が編成。

- 1952年（昭和27年）1月5日：部隊改編。

1. 第510施設大隊が福知山駐屯地から移駐し、第1施設大隊に改編[3]。
2. 従来の第1施設大隊は第510施設大隊に改編[3]。

保安隊豊川駐屯地
- 1953年（昭和28年）
  - 3月9日：部隊改編。

  1. 第500建設群が松戸駐屯地から移駐し、第500建設群長が駐屯地部隊長に職務指定。
  2. 第61連隊（第2大隊欠）が宇都宮駐屯地に移駐。

  - 7月25日：第61連隊第2大隊が新町駐屯地に移駐[4]。
  - 10月18日：第1連隊第3大隊が福島駐屯地に移駐。
- 1954年（昭和29年）2月15日：第1施設大隊が南古河駐屯地へ移駐。

陸上自衛隊豊川駐屯地
- 1954年（昭和29年）
  - 7月1日：陸上自衛隊へ移管[5]。第500建設群が第1建設群に称号変更し、第1建設群長が駐屯地司令に職務指定[6]。
  - 9月10日：第101建設大隊が金沢駐屯地から移駐。
  - 10月27日：第103建設大隊が編成。
- 1960年（昭和35年）
  - 3月15日：部隊移駐。

  1. 第1建設群が朝霞駐屯地へ移駐。
  2. 第103建設大隊が船岡駐屯地へ移駐。

  - 3月21日：第10特科連隊が大久保駐屯地から移駐し[7]、第10特科連隊長が駐屯地司令に職務指定[8]。
- 1958年（昭和33年）12月1日：第313地区施設隊が新編。
- 1964年（昭和39年）3月24：第313地区施設隊が岐阜駐屯地へ移駐。
- 1973年（昭和48年）3月27日：第101建設大隊を基幹として第6施設群が新編。
- 1991年（平成03年）3月29日：第10特科連隊第6大隊が第10高射特科大隊として分離独立し、師団直轄部隊となる。
- 2000年（平成12年）：駐屯地創立50周年記念式典。
- 2004年（平成16年）3月29日：第10師団の戦略機動師団への改編に伴う部隊改編。

1. 第49普通科連隊が新編され、第10師団に隷属。
2. 第10後方支援連隊第2整備大隊第4普通科直接支援中隊（第49普通科連隊を支援）を新編。
3. 第10後方支援連隊第2整備大隊特科直接支援中隊（第10特科連隊を支援）を新編。
4. 第10後方支援連隊第2整備大隊高射直接支援隊（第10高射特科大隊を支援）を新編。

- 2014年（平成26年）3月26日：師団改編（即応予備自衛官訓練終了）に伴う部隊改編。

1. 第10特科連隊が5個大隊編成から3個大隊編成に縮小改編。
2. 第49普通科連隊が第10師団隷下で廃止され中部方面混成団隷下に新編。
3. 第10後方支援連隊第2整備大隊第4普通科直接支援中隊（第49普通科連隊を支援）が中部方面後方支援隊第306普通科直接支援中隊に改編。

- 2023年（令和05年）12月1日：豊川駐屯地自動車教習所設置者が第10特科連隊長から第10高射特科大隊長に変更[9]。

- 2024年（令和06年）3月21日：改編[10]。

1. 第10特科連隊を廃止し、方面隊直轄の中部方面特科連隊第2特科大隊を新編。
2. 中部方面特科連隊情報中隊（姫路駐屯地）の第2情報小隊を配置。
3. 第10後方支援連隊第2整備大隊特科直接支援中隊（第10特科連隊を支援）を改編し、第308特科直接支援中隊第2特科直接支援小隊（中部方面特科連隊第2特科大隊を支援）を新編。
4. 第10偵察隊（春日井駐屯地）と第10戦車大隊（今津駐屯地）を統合し、第10偵察戦闘大隊を新編。
5. 第10後方支援連隊第2整備大隊偵察戦闘直接支援隊（第10偵察戦闘大隊を支援）を新編。
6. 駐屯地司令職を第10特科連隊長から第6施設群長に移管[11]。

- 2025年（令和07年）3月23日：第6施設群第371施設中隊を廃止[12]。

## 駐屯部隊

### 中部方面隊隷下部隊
- 第4施設団
  - 第6施設群
    - 本部管理中隊
- 第10師団
  - 第10偵察戦闘大隊
  - 第10高射特科大隊
    - 豊川駐屯地自動車教習所

  - 第10後方支援連隊
    - 第2整備大隊
      - 偵察戦闘直接支援隊：第10偵察戦闘大隊を支援
      - 高射直接支援隊：第10高射特科大隊を支援
- 中部方面特科連隊
  - 第2特科大隊
  - 情報中隊
    - 第2情報小隊
- 中部方面混成団
  - 第49普通科連隊
- 中部方面後方支援隊
  - 第306普通科直接支援中隊：第49普通科連隊を支援
  - 第104施設直接支援大隊
    - 第1直接支援中隊：第6施設群を支援

  - 第308特科直接支援中隊
    - 第2直接支援小隊：中部方面特科連隊第2特科大隊等を支援
- 中部方面システム通信群
  - 第104基地システム通信大隊
    - 第306基地通信中隊
      - 豊川派遣隊
- 中部方面会計隊
  - 第308会計隊
- 豊川駐屯地業務隊

### 防衛大臣直轄部隊
- 警務隊
  - 中部方面警務隊
    - 第130地区警務隊
      - 豊川派遣隊

### 共同の機関
- 愛知地方協力本部
  - 豊川地域事務所

## 近傍施設
- 日吉原演習場
- 千両演習場
- 高山基本射撃場（豊橋市）
- 大山ヘリコプター離着陸訓練場（田原市）
- 本宮山IDDN（防衛統合デジタル通信網）無線中継所（新城市）

## 最寄の幹線交通
- 高速道路：東名高速道路豊川IC
- 一般道：国道1号、国道151号、国道362号、愛知県道5号国府馬場線、愛知県道400号豊橋豊川線
- 鉄道：JR東海飯田線豊川駅、名古屋鉄道豊川線豊川稲荷駅/諏訪町駅
- 港湾：衣浦港、三河港（共に重要港湾）、豊橋港（地方港湾）
- 飛行場：中部国際空港

## 重要施設
- 渥美火力発電所（出力190.0万kW。石油）（田原市）
- 新三河変電所（中央高圧変電所）（新城市）